# Psychotria friburgensis
Psychotria friburgensis är en måreväxtart som beskrevs av Paul Carpenter Standley. Psychotria friburgensis ingår i släktet Psychotria och familjen måreväxter. Inga underarter finns listade i Catalogue of Life.